# Igor Benedejčič
Igor Benedejčič, slovenski nogometaš, * 28. julij 1969.
Benedejčič je v slovenski ligi igral za klube Koper, Olimpija in Korotan Prevalje. Skupno je v prvi slovenski ligi odigral 223 prvenstvenih tekem in dosegel 35 golov.
Za slovensko reprezentanco je med letoma 1992 in 1998 odigral osem uradnih tekem in dosegel en gol. Njegov edini reprezentančni gol, ki ga je dosegel na prijateljski tekmi proti estonski reprezentanci, je prvi gol slovenske reprezentance.
V letih 2008 in 2009 je bil trener Interblocka. Od leta 2013 je vodil več slovenskih mladinskih selekcij. Novembra 2018 je bil imenovan za začasnega selektorja slovenske reprezentance, zamenjal je Tomaža Kavčiča za dve tekmi. 27. novembra 2018 je NZS za selektorja imenoval Matjaža Keka, ki je za pomočnika izbral Benedejčiča.